# Станіслав Данилович (хорунжий)
Станіслав Данилович (1520 — 1577) — військовий діяч, урядник українських земель Королівства Польського. Представник Даниловичів — українського (руського) шляхетського роду.

## Життєпис
Ймовірно, син Михайла Даниловича — дідича Руди, про це є запис в документі 1505 року.[джерело?]
Брав участь у битвах з татарами. Мав посаду львівського хорунжого з 1572 року.
З 1556 року був одружений із донькою львівського хорунжого Яна Тарла Анною (Катажиною, 1535 — 1582/1583). У костелі Небовзяття (Жидачів) існував надгробок померлим у 1570, 1576, 1581 роках дітям (відповідно, сину та двом донькам) С. Даниловича, який встановили 1580 року. Відомі діти:
- Іван — руський воєвода,
- Микола — підскарбій коронний, посол до султана Амурата,
- Ядвіґа — дружина подільського підкоморія Міхала Станіславського, потім — Яна Героніма Ласького.

Був похований у старому домініканському костелі Божого Тіла у Львові, існував його надгробок з епітафією.